# Сельское поселение Псыкод
Се́льское поселе́ние Псыко́д — муниципальное образование в составе Урванского района Кабардино-Балкарской Республики.
Административный центр — село Псыкод.

## География
Муниципальное образование расположено в северо-восточной части Урванского района, между рекой Черек и железнодорожной веткой Нальчик—Котляревская.
Площадь территории сельского поселения составляет — 15,87 км2. Из них сельскохозяйственные угодья занимают — 11,57 км2 (72,9 %).
Граничит с землями муниципальных образований: Псынабо на юге, Кахун на юго-западе, Ново-Иваовское на севере, Майский на северо-востоке, Котляревская на востоке и Нижний Черек на юго-востоке.
Сельское поселение расположено на наклонной Кабардинской равнине, в переходной от предгорной в равнинную зоне республики. Рельеф местности имеет общий уклон с юго-запада на северо-восток и представляет собой в основном предгорные волнистые равнины, с бугристыми и курганными возвышенностями. Средние высоты составляют 235 метров над уровнем моря.
Гидрографическая сеть представлена рекой Черек и его притоками Новый Черек и Старый Кахун. Уровень обеспечения местности водными ресурсами одна из самых высоких в республике. Глубина залегания грунтовых вод на территории сельского поселения составляют всего 1,5—2,5 метра.
Климат влажный умеренный, с тёплым летом и прохладной зимой. В целом климатические условия благоприятны для возделывания всех зональных сельскохозяйственных культур и многолетних насаждений. Среднегодовая температура воздуха составляет +10,5°С, и колеблется от средних +23,0°С в июле, до средних -2,0°С в январе. Среднегодовое количество осадков составляет около 630 мм. Наибольшее количество осадков выпадет в период с апреля по июнь. Основные ветры — северо-западная и восточная.

## История
Сельский совет при селе Псыкод был образован в 1927 году.
В 1954 году Псыкод был подчинён Кахунскому сельскому Совету.
В 1958 году Псыкод вновь был преобразован в отдельный Сельский Совет, с передачей в его состав посёлка «Восьмой километр» (ныне Кабардинка).
В том же году Псыкодский сельсовет был вновь упразднён и передан в состав Ново-Ивановского сельского Совета Майского района.
В 1963 году Псыкод возвращён в состав Урванского района и вновь преобразован в отдельный сельский Совет, с передачей в его состав селений Маздаха и «Восьмой километр».
В 1992 году Псыкодский сельсовет был реорганизован и преобразован в Псыкодскую сельскую администрацию.
В 2001 году селение Маздаха было упразднено и включено в состав села Псыкод.
Муниципальное образование Псыкод наделено статусом сельского поселения, Законом Кабардино-Балкарской Республики от 27.02.2005 №13-РЗ «О статусе и границах муниципальных образований в Кабардино-Балкарской Республике».

## Население
| 2002  | 2010  | 2012  | 2013  | 2014  | 2015  | 2016  |
| ----- | ----- | ----- | ----- | ----- | ----- | ----- |
| 1693  | ↘1626 | ↗1653 | ↗1662 | ↘1647 | ↗1671 | ↗1680 |
| 2017  | 2018  | 2019  | 2020  | 2021  | 2023  | 2024  |
| ↗1691 | ↗1714 | ↘1712 | ↘1685 | ↘1627 | ↗1629 | ↗1651 |
| 2025  |       |       |       |       |       |       |
| ↘1649 |       |       |       |       |       |       |

Процент от населения района — 2.17 %.
Плотность — 103.91 чел./км2.

### Национальный состав
По данным Всероссийской переписи населения 2010 года:
| Народ      | Численность, чел. | Доля от всего населения, % |
| ---------- | ----------------- | -------------------------- |
| турки      | 981               | 60,3 %                     |
| кабардинцы | 611               | 37,6 %                     |
| другие     | 34                | 2,1 %                      |
| всего      | 1 626             | 100 %                      |

## Состав поселения
| № | Населённый пункт | Тип населённого пункта       | Население | Доля от населения (%) |
| - | ---------------- | ---------------------------- | --------- | --------------------- |
| 1 | Кабардинка       | село                         | ↗120      | 6,1 %                 |
| 2 | Псыкод           | село, административный центр | ↘1507     | 93,9 %                |

Ранее, в качестве отдельного населённого пункта в состав сельского поселения входило село Маздаха, в 2001 году объединённая с селом Псыкод.

## Местное самоуправление
Администрация сельского поселения Псыкод — село Псыкод, ул. Ленина, №13.
Структуру органов местного самоуправления сельского поселения составляют:
- Исполнительно-распорядительный орган — Местная администрация сельского поселения Псыкод. Состоит из 5 человек.  
  - Глава администрации сельского поселения — Кашеев Аслан Мухамедович.
- Представительный орган — Совет местного самоуправления сельского поселения Псыкод. Состоит из 15 депутатов, избираемых на 5 лет. 
  - Председатель Совета местного самоуправления сельского поселения — Кимова Мадина Ногмановна.

## Экономика
Благодаря высокому обеспечению местности грунтовыми водами, в хозяйстве сельского поселения развито разведение влаголюбивых растений.
На территории сельского поселения находится один из крупнейших плодопитомников республики — плодопитомник «Кабардинский».